# Oleria makrena
Oleria makrena är en fjärilsart som beskrevs av William Chapman Hewitson 1854. Oleria makrena ingår i släktet Oleria och familjen praktfjärilar. Inga underarter finns listade i Catalogue of Life.

## Bildgalleri

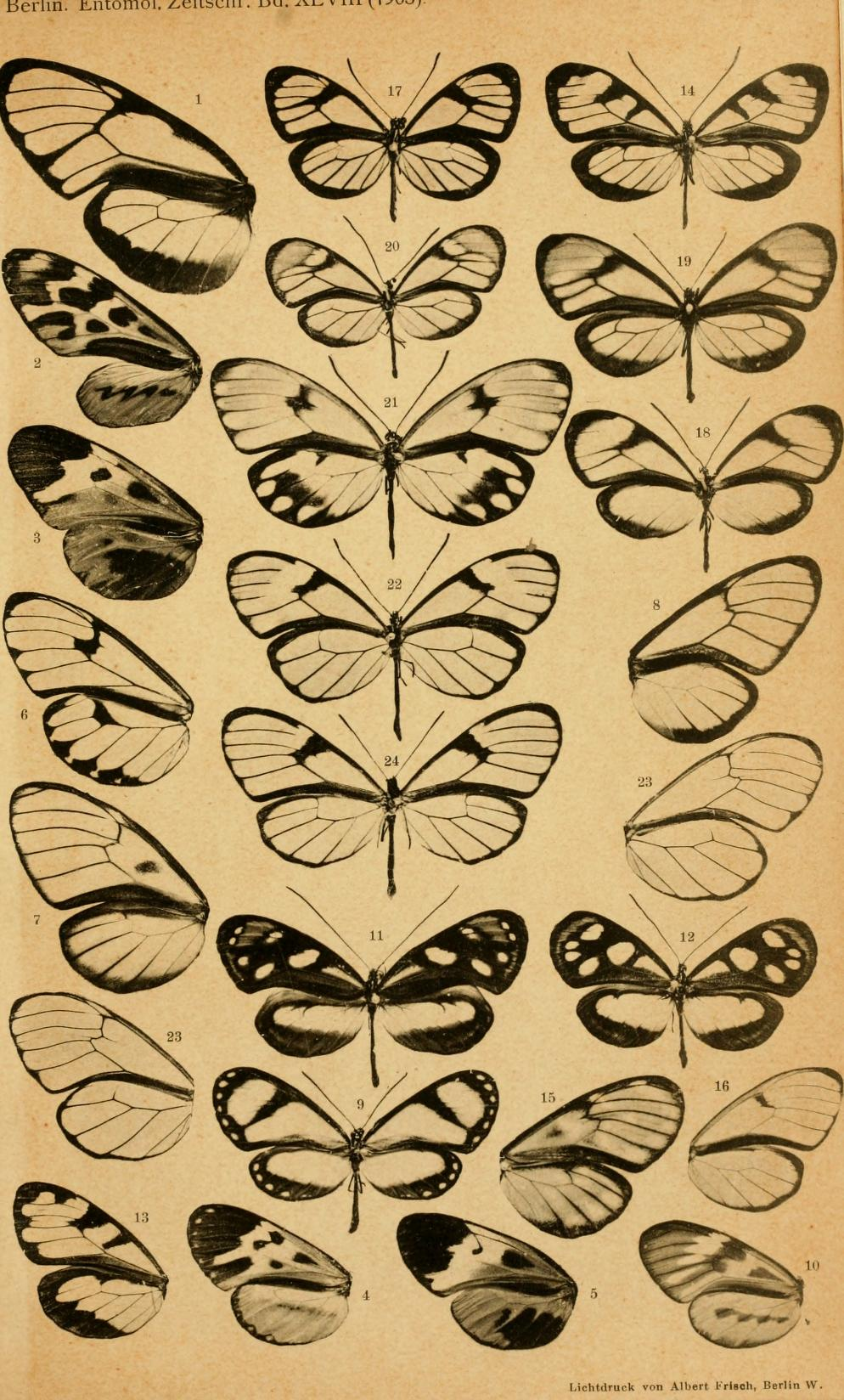
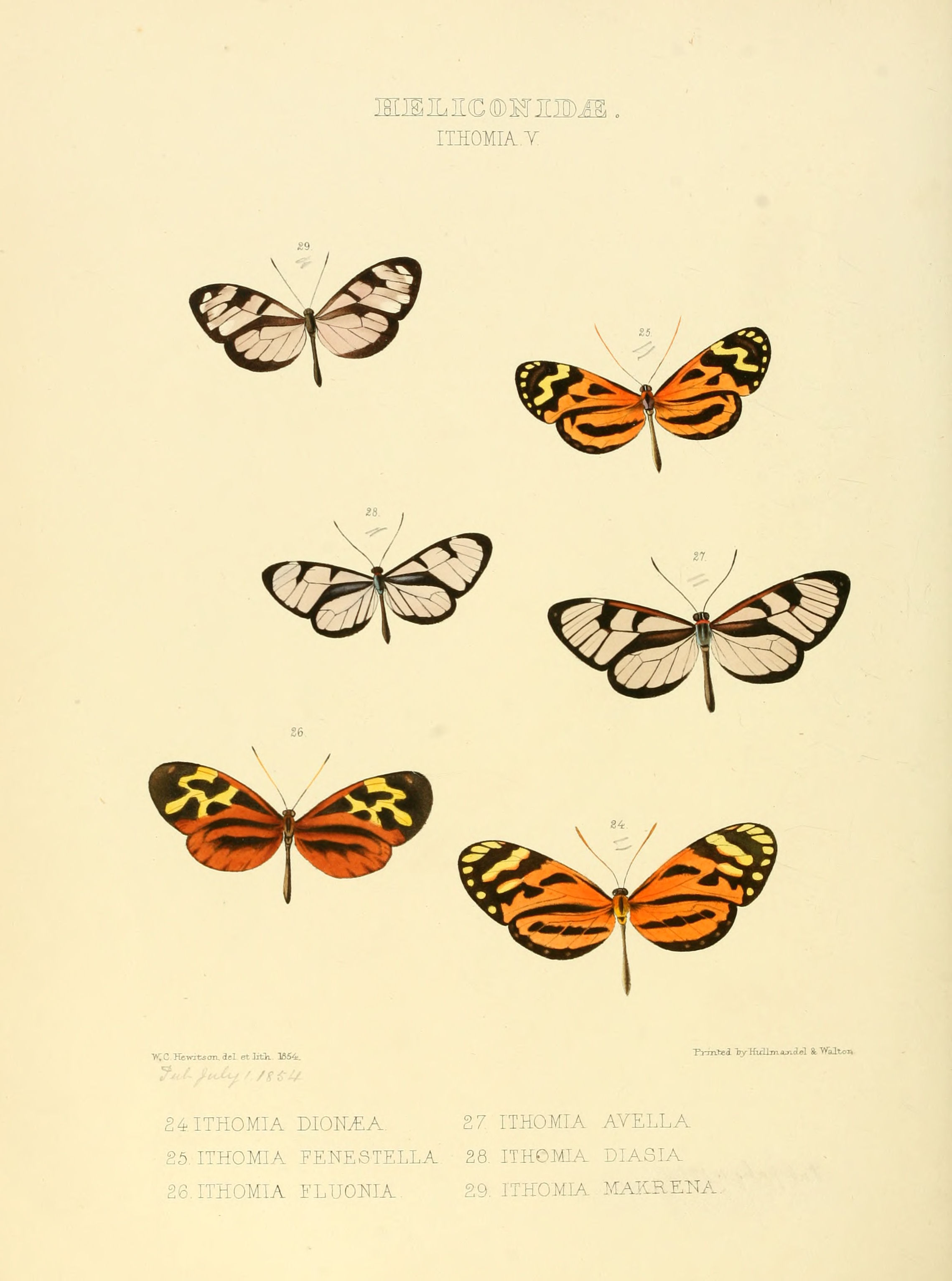
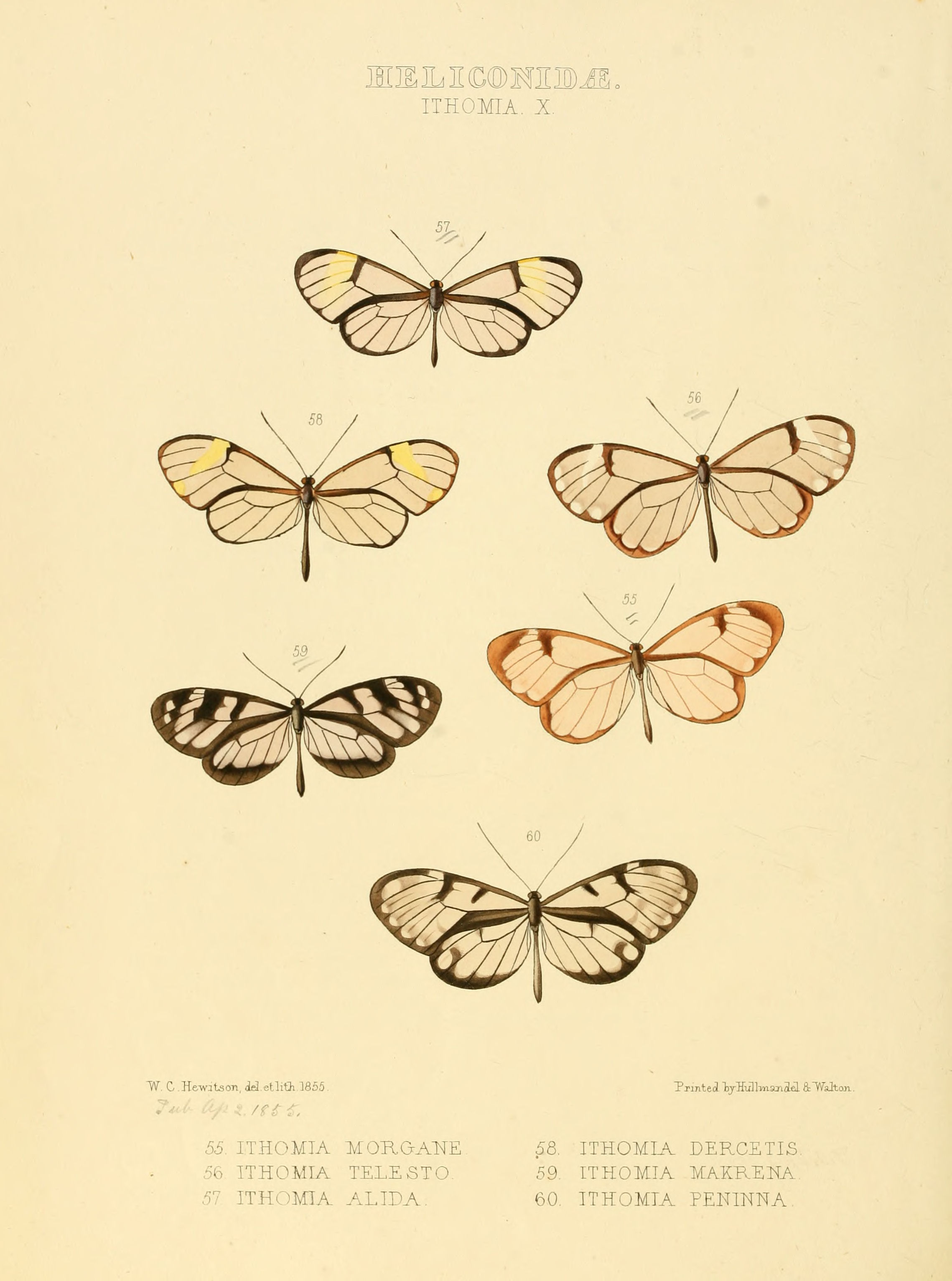
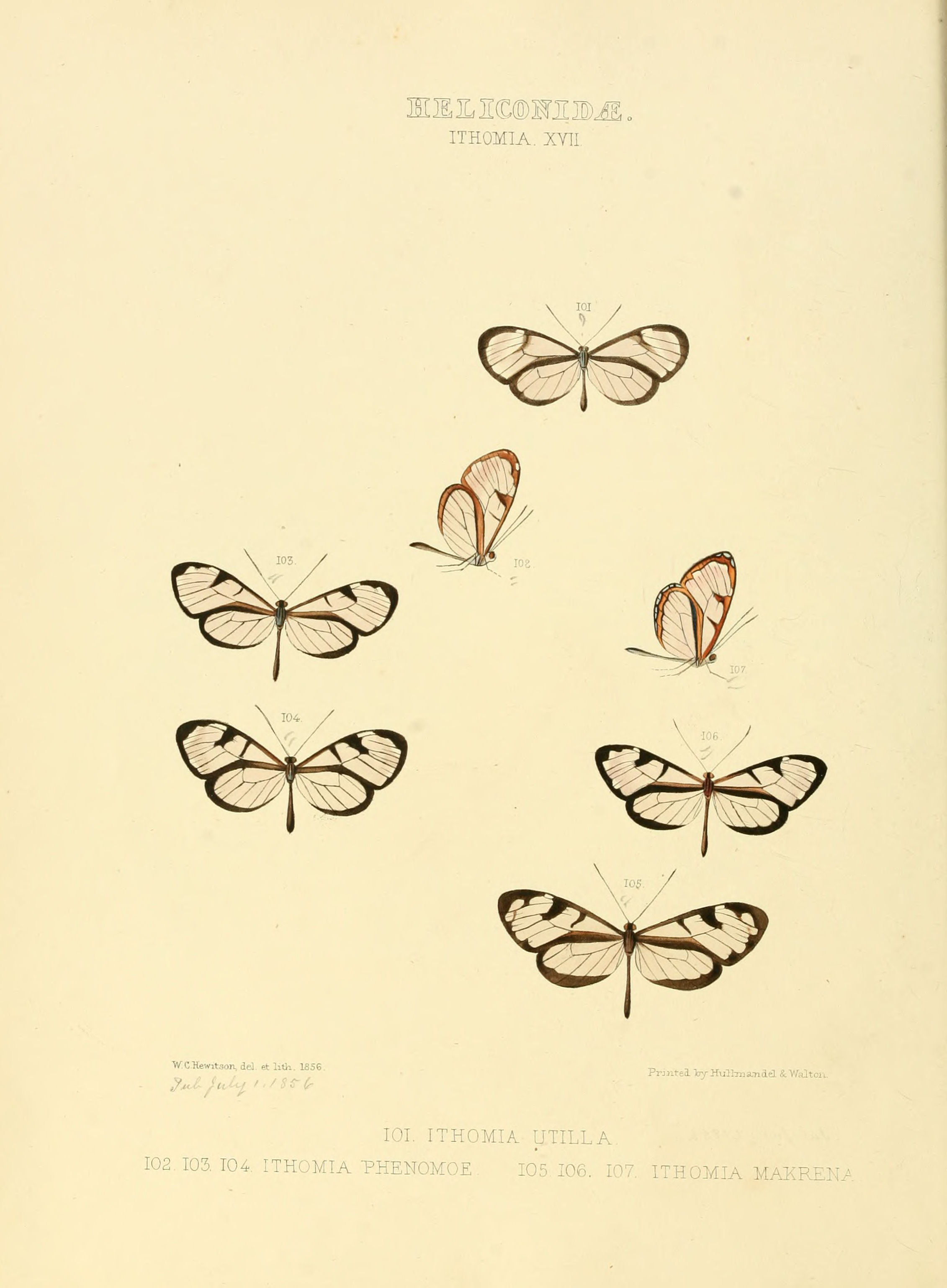